# Cryptographic Message Syntax
Cryptographic Message Syntax (CMS; deutsch Kryptographische Nachrichtensyntax) ist ein Standard vom IETF für gesicherte kryptographische Mitteilungen.
CMS ist die Obermenge des PKCS #7 (Public-Key Cryptography Standards #7), welche auf S/MIME aufsetzt. Der Version 2 lag der gleiche Standard zugrunde. Ab Version 3 spricht man von Cryptographic Message Syntax. CMS wird beschrieben in Abstract Syntax Notation One (ASN.1).
Die Architektur von CMS setzt auf X.509 Verschlüsselung bzw. Zertifikaten auf.

## Normen und Standards
CMS wird fortwährend weiterentwickelt.
- RFC: 2315 – PKCS #7 Version 1.5. März 1998 (veraltet, englisch).
- RFC: 2630 – CMS 1.0. Juni 1999 (veraltet, englisch).
- RFC: 3369 – CMS 2.0. August 2002 (veraltet, englisch).
- RFC: 3852 – CMS 3.0. Juli 2005 (veraltet, englisch).
- RFC: 5652 – CMS 4.0. September 2009 (englisch).
  - RFC: 8933 – Update to the CMS for Algorithm Identifier Protection. Oktober 2020 (englisch).